# Tanum (comune)
Tanum è un comune svedese di 12 374 abitanti, situato nella contea di Västra Götaland. Il suo capoluogo è la cittadina di Tanumshede.

## Località
Nel territorio comunale sono comprese le seguenti aree urbane (tätort):
- Grebbestad
- Fjällbacka
- Hamburgsund
- Kämpersvik
- Rabbalshede
- Tanumshede

## Amministrazione

### Gemellaggi
- Hole
- Årslev
- Hólmavík
- Merimasku
- Gustavs
- Capo di Ponte